# Friedrich Krupp (azienda)
La Fried. Krupp Aktiengesellschaft fu un'azienda tedesca del settore metallurgico con sede a Essen. L'agglomerato industriale produsse negli anni prodotti diversi dagli autoveicoli fono all'industria delle armi. La proprietà fu sempre della famiglia Krupp.
Dal 1° luglio 1903 divenne Fried. Krupp AG. Dal 1968 al 1991 divenne Friedrich Krupp GmbH. Dopo l'acquisto da parte di Hoesch AG ritornò ad essere, nel 1992, Fried. Krupp AG e successivamente dopo la cessione della Hoesch AG a fine 1992 divenne Fried. Krupp AG Hoesch-Krupp. La fusione con Thyssen AG nel 1999 sancì la nascita della ThyssenKrupp AG.

## Storia

### Origini

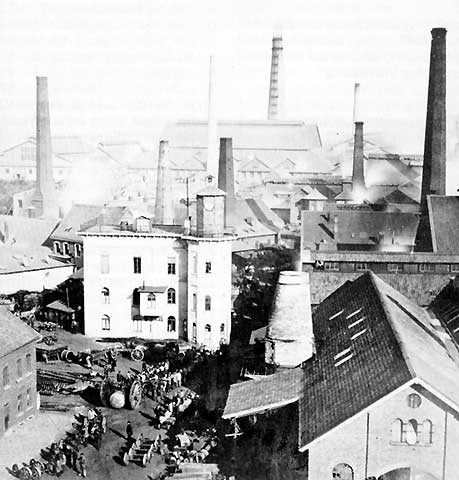
Krupp- a Essen nel 1864

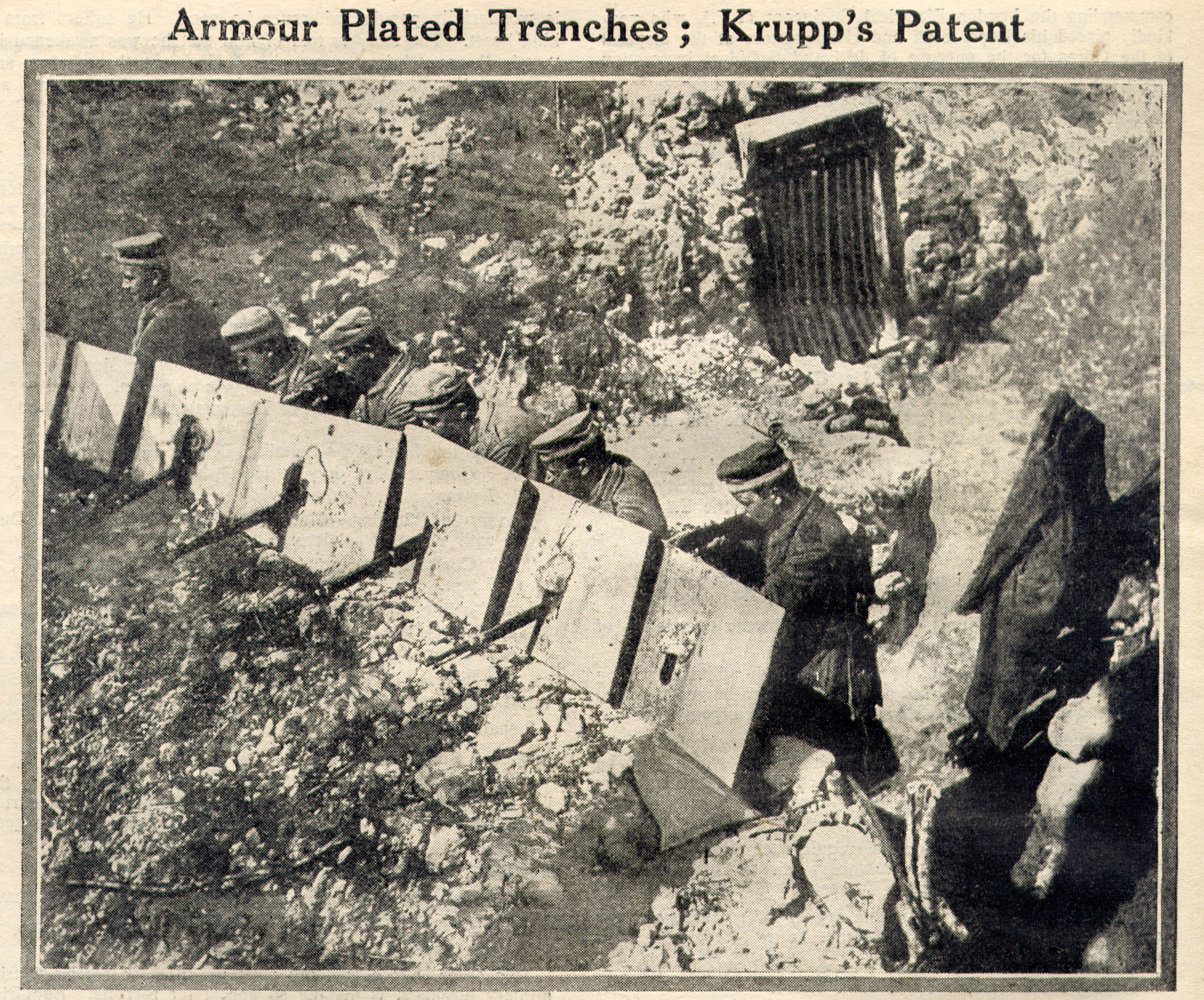
Soldati durante la Grande Guerra con protezioni metalliche Krupp (1915)

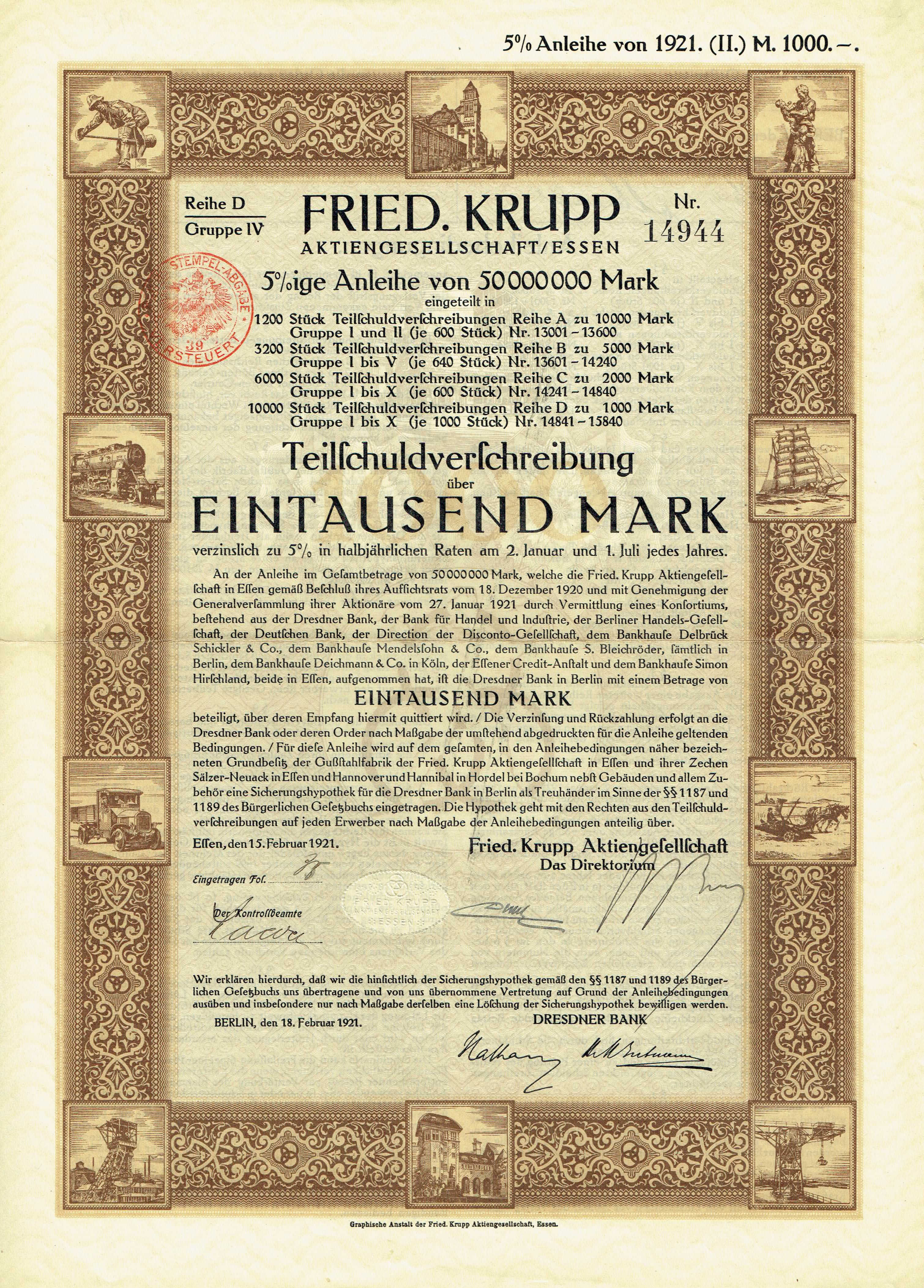
5% quota di capitale azionario di oltre 1000 RM della Fried. Krupp AG del 15 febbraio 1921

L'origine della Fried. Krupp AG inizia nel XIX secolo con una fonderia d'acciaio a Essen, all'epoca impero prussiano. Qui Friedrich Krupp il 20 novembre 1811 assieme ai fratelli Georg Karl Gottfried e Wilhelm Georg Ludwig von Kechel fondarono la Firma Friedrich Krupp zur Verfertigung des Englischen Gussstahls und aller daraus resultierenden Fabrikationen, sede della storica Krupp-Gussstahlfabrik. Subito dopo la società fu sciolta, rimanendo Friedrich Krupp, nel 1816, unico proprietario.
Alla morte di Friedrich Krupp nel 1826 la guida della società venne presa dalla moglie Theresia Krupp, poi aiutata dal figlio Alfred Krupp nel 1830. Iniziarono a costruire ruote per treni, ed entrarono già all'epoca nell'industria armiera.
Dopo la morte di Alfred Krupp nel 1887, il figlio Friedrich Alfred Krupp diresse la società. Questi sposò Margarethe Freiin von Ende ed ebbero due figlie. Nel 1902 morì senza eredi maschi e nel testamento volle rendere l'azienda società per azioni; la figlia maggiore Bertha, di 16 anni, divenne proprietaria con una commissione amministratrice che ne tutelava gli interessi fino alla maggiore età.

### Durante il Nazionalsocialismo
Krupp dal 1933 divenne sempre più importante per il riarmo tedesco.
Direttore della metallurgia, dal 1938, fu Friedrich Badenheuer (1902–1965).

### Legge Krupp
La Lex Krupp (Erlaß des Führers über das Familienunternehmen der Firma Fried. Krupp) fu emanata da Adolf Hitler il 12 novembre 1943 come direttiva permettendo alla Fried. Krupp AG di essere trasformata da società di capitali in impresa familiare.

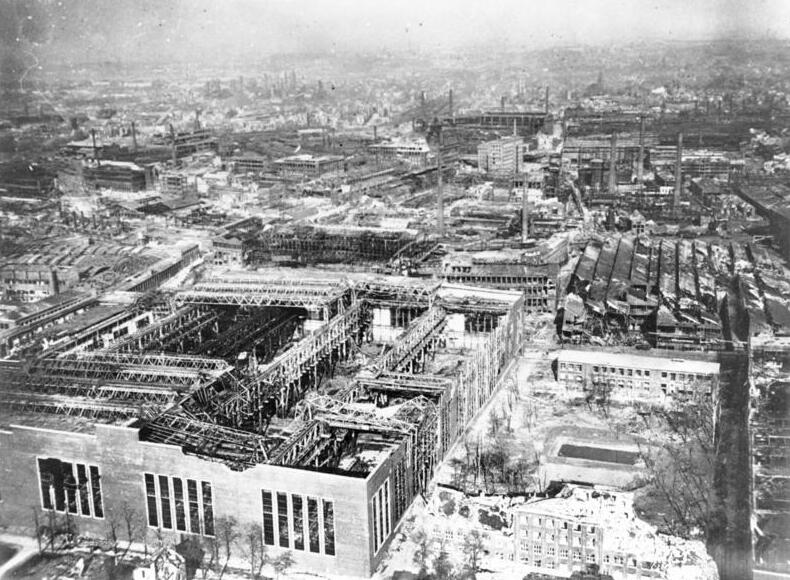
Fotografia aerea della Krupp-Werke di Essen nel 1945

Durante la guerra gli stabilimenti di Essen vennero bombardati.

### Periodo postbellico
Gustav Krupp von Bohlen und Halbach im Rahmen durante il processo di Norimberga non venne perseguito causa problemi di salute. Il figlio Alfried nel 1948 durante il processo Krupp venne condannato a 12 anni di reclusione. Nel 1952 venne rilasciato.

### Fusione con Hoesch e Thyssen
Nel 1986 Berthold Beitz chiama Gerhard Cromme per una fusione di Krupp nella futura ThyssenKrupp AG. Nell'autunno del 1991 la quota di maggioranza relativa di azioni della società Fried. Krupp GmbH era in mano alla Hoesch AG di Dortmund.. Nel dicembre 1992 seguì la fusione con la Hoesch AG. La fusione creò la società Fried. Krupp AG Hoesch-Krupp con sede a Essen e Dortmund. LA ThyssenKrupp AG seguì dal 17 marzo, dalla fusione di Thyssen AG con la Fried. Krupp AG Hoesch-Krupp.

## Prodotti

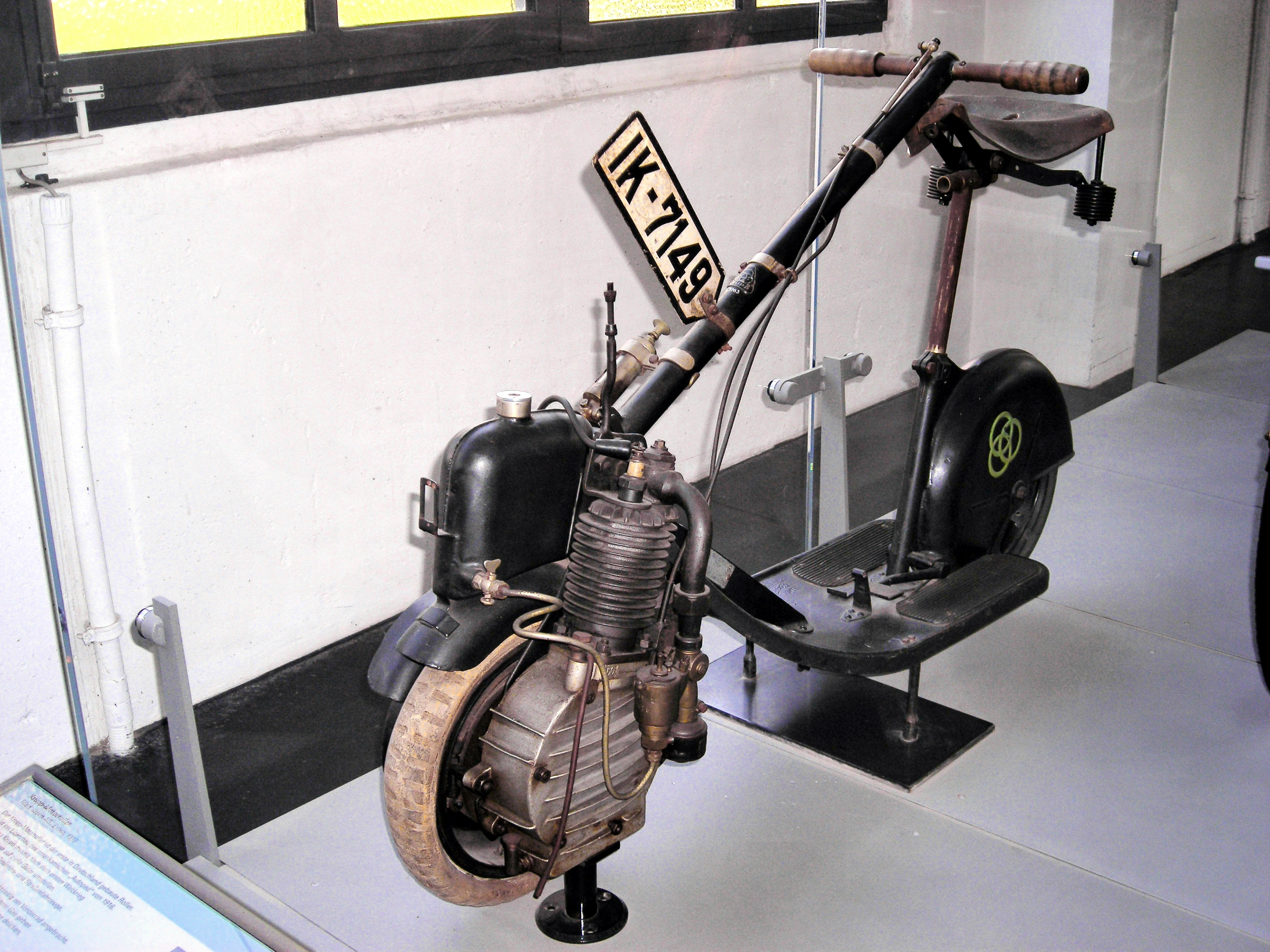
Krupp-Motorroller scooter

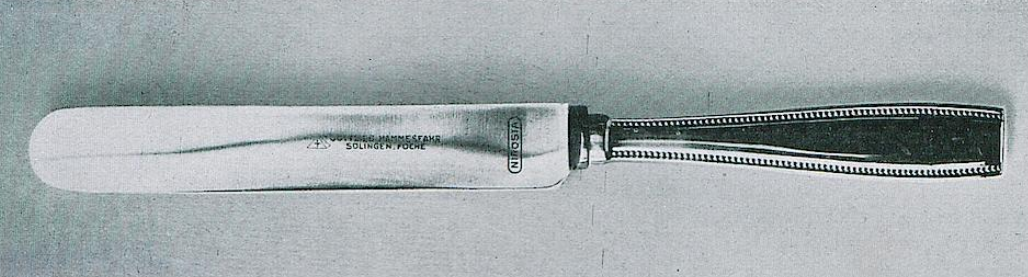
Coltello da tavola fabbricato a Solingen 1927

La produzione fin dalle origini ruotava attorno alla produzione dell'acciaio. In breve tempo la società entrò nel mondo della manifattura delle armi, industria della difesa. Nel 1926 la Krupp mise sul mercato il WIDIA, acciaio utilizzato ancora oggi negli utensili e in altre applicazioni. Dal 1919 iniziò la produzione di veicoli da trasporto, compreso locomotive, autocarri, macchine agricole. Krupp nel 1920 produsse anche, attraverso la Ernemann, degli apparecchi cinematografici a marchio „Krupp-Ernemann Kinoapparate G.m.b.H.“, notevoli furono i proiettori per cinema. Dopo il 1933 la società venne coinvolta nel riarmo imposto dal nazionalsocialismo, compreso cannoni per navi, oltre a carri armati, autocarri come il Krupp Protze, pezzi da artiglieria.
Alla fine della seconda guerra mondiale, dopo bombardamenti che distrussero la quasi totalità degli impianti, negli anni successivi l'azienda si concentrò sulla produzione di acciaio e derivati per scopi civili. 
Nel 1968 cessò la produzione di autocarri e autobus con la Fried. Krupp Motoren- und Kraftwagenfabriken (Krupp-Krawa) e nel 1997, con la Lokomotiv- und Waggonbaufabrik Krupp, di mezzi ferroviari.

### Autocarri e autobus

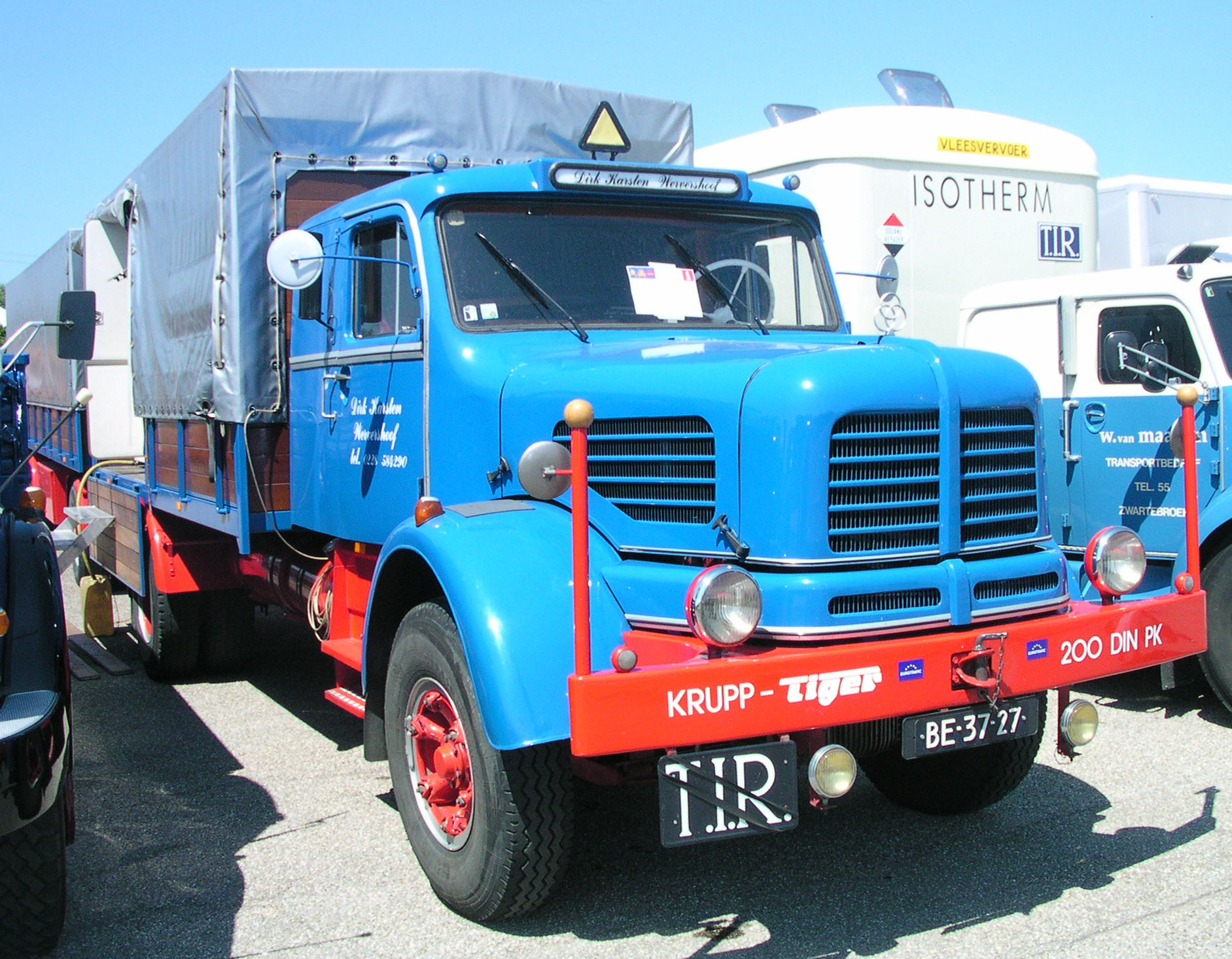
Krupp Tiger cabina doppia
- Krupp Omnibus 1933
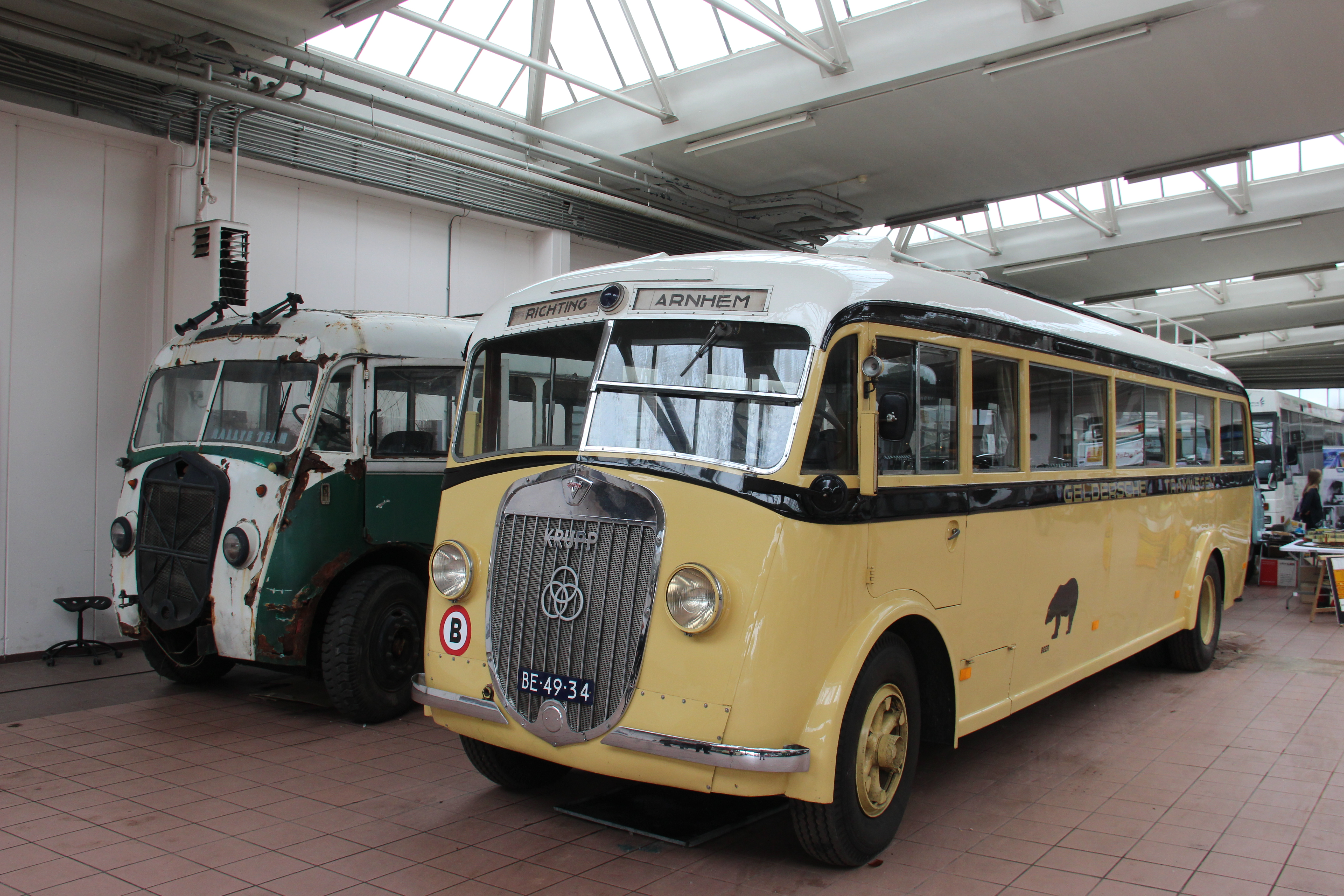
Krupp Omnibus Typ GTW 119 in Olanda
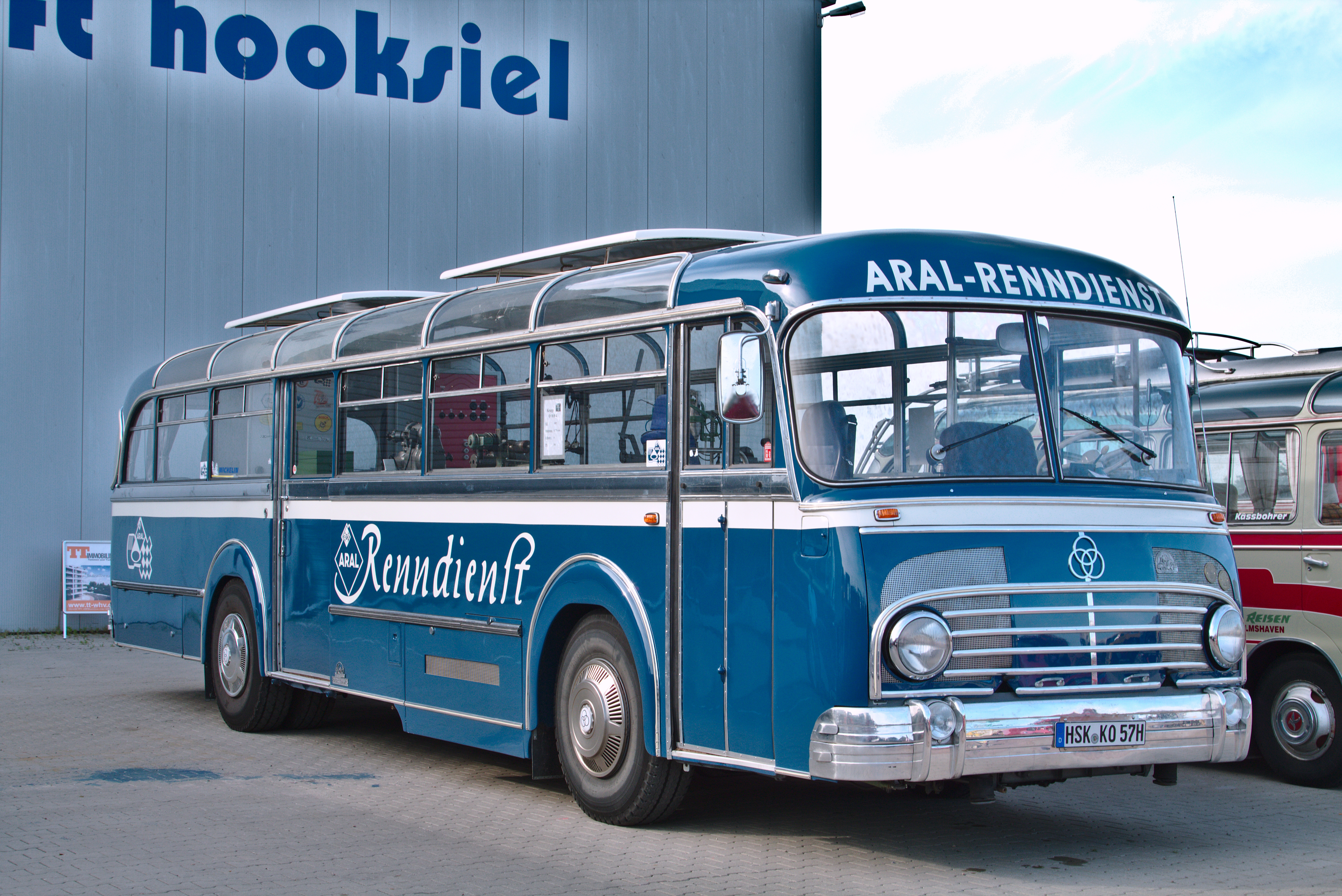
Krupp Omnibus Typ O 10 F4 (1957)

Nel 1997, dopo la fusione Hoesch del 1992 e prima della fusione con Thyssen del 1999, le divisioni della società erano sei: industria, impianti, automotive, Nirosta, trading e altre minori.